# Ангаро-Вітимський батоліт
Ангаро-Вітимський батоліт — розташований в Забайкаллі — один з найбільших батолітов Центральної Азії. На сучасному ерозійному зрізі він являє собою сукупність багатофазних плутонів і невеликих масивів, площею від 10 до 3400км². Склад гранітоїдів змінюється від монцонітів, кварцових монцонітів і гранодіоритів ранньої фази, до біотитовими гранітів і лейкогранітов пізніх фаз. В даний час у межах батоліту виділяється два магматичних комплекси - баргузинсикий і зазінський. 
Вік батоліту на даний момент вважається пізньокарбоновим. 
Походження батоліту більшість дослідників пов'язують з плавленням метаморфічних порід верхньої кори впливом прогріву мантійним плюмом.